# Бойніца
Бойніца (рум. Boinița) — село у повіті Караш-Северін в Румунії. Входить до складу комуни Далбошец.
Село розташоване на відстані 334 км на захід від Бухареста, 52 км на південь від Решиці, 115 км на південний схід від Тімішоари.

## Населення
За даними перепису населення 2002 року у селі проживали 17 осіб, усі — румуни. Усі жителі села рідною мовою назвали румунську.